# Никола Златев
 Тази статия е за аптекаря.  За  художника вижте Никола Златев (художник).  
Никола Янакиев Златев е изтъкнат търновски аптекар, музикант и фотограф.

## Биография
В семейството на занаятчията – аптекар Янаки Златев и Кириаки се раждат 14 деца през 40-те и 50-те години на XIX век. Най-известните са:
- Синът Петър (? – 1882) става съзаклятник в общността на Стефан Стамболов, Петър Работилов и Христо Рашев. След поредното приключение, свързано с отвличането на хубава кадъна от харема на Етем бей, заедно със Стамболов, Петър Златев едва успява да се спаси в Румъния. Завръща се по време на войната от 1877 г. Отново се завръща в Румъния, но вече като студент по медицина. Умира при нелепи обстоятелства през 1882 г.
- Дъщерята Анастасия (1853 – 1913) става съпруга на Сава Фичев. От брака се раждат 4 дъщери.
- Катинка (1863 – 1919) сключва брак с Паскал Николов.

Никола Златев е роден на 10 септември 1843 г. От малък се посвещава на музиката. Започва с обикновена свирка и продължава със скъпа цигулка. Взема уроци при специален учител, свири по сватби, с посредничеството на чужденци търси нотни ръкописи и музикални учебници. С лекота усвоява 14 музикални инструмента.
Никола Златев заминава първо в Цариград и Атина като музикант. После се отправя в западна Европа – Унгария, Виена, Милано, Павия и Бергамо. Там прави опити да получи образование и да започне търговия с бубено семе. Същевременно свири в различни оркестри и посещава Миланска скала.
Когато окончателно се завръща в Търново, той продължава бащиния занаят – аптекарския, работи като фотограф и взема участие в театралната трупа към Народно читалище „Надежда“.
Около 1870 г. внася първото пиано в Търново. Споделя: „Като се върнах от Италия кандардисах Кръстьо Карагьозов /син на фабриканта Стефан Карагьозов/ да купи пиано. Той се съгласи и аз го дикирдисах от Италия. Когато това пиано пристигна, моят живот малко се промени.“
Никола Златев е автор на две композиции „Търновски марш“ и „Златев марш“.
Пръв нотира песента за търновския чорбаджия хаджи Минчо, тъст на хаджи Николи хаджи Димов Минчоолу. Звезделин Цанев коментира въпроса с песента така: „Автор на текста е бащата на известния наш проф. Васил Златарски – Никола Златарски. Музиката е написана от бащата на аптекаря Илия Златев – Никола Златев, който е бил капелмайстор на арабската музикална команда на квартируващия по това време в Търново арабски полк. Първият оригинал на тази песен се пазаше от покойния проф. Васил Златарски.“
Докато пребивава в Италия проявява интерес и към фотографията. Никола Златев пръв пренася фотографията в Търново като изкуство. На визитната му картичка е записано: „Никола Златев – светлописец, Търново.“
Участието му в театралния живот на Търново е свързано с постановката „Многострадална Геновева“. както сам разказва, Иванчо х. Павли Иванов го „кандардисва“ да си обръсне мустаците, за да може да изиграе ролята на Геновева. Други участия взема в драмите „Зла жена“ и „Покръщението на Преславския двор“. заедно с предесдателя на Народно читалище „Надежда“ Т. Шишков, искат разрашение от каймаканина за тяхното реализиране.
През 1871 г. участва в комедията „Криворазбрана цивилизация“.
Умира през 1916 г. в Търново.